# Hazerswoude-Rijndijk
Hazerswoude-Rijndijk est un village dans la commune néerlandaise de Alphen-sur-le-Rhin, dans la province de la Hollande-Méridionale. Le 1er janvier 2007, le village comptait 5 350 habitants.
Le village est situé sur la rive gauche du Vieux Rhin. Jusqu'en 1991, il faisait partie de la commune de Hazerswoude.